# Верхнее Качеево
Верхнее Качеево (чув.Тури качаел) — деревня в Алькеевском районе Татарстана. Входит в состав Нижнекачеевского сельского поселения.

## География
Находится в южной части Татарстана на расстоянии приблизительно 22 км по прямой на юг от районного центра села Базарные Матаки у речки Шия.

## История
Основана чувашами в начале XVIII века.

## Население
Постоянных жителей было: в 1859 году — 391, в 1897 — 654, в 1908 — 661, в 1926 — 436, в 1938 — 390, в 1949 — 379, в 1958 — 345, в 1970 — 447, в 1979 — 367, в 1989 — 247, в 2002 — 200 (чуваши 99 %), 169 — в 2010.